# Wehingen (Mettlach)
Wehingen – dzielnica niemieckiej gminy Mettlach, w kraju związkowym Saara, w powiecie Merzig-Wadern, w Parku Natury Saar-Hunsrück. Leży na wysokości 250–430 m n.p.m., ma powierzchnię 5,05 km², zamieszkuje ją 439 mieszkańców (2009). Do dzielnicy należy również Zollhäuser.

## Historia
Pierwsze osiedle rzymskie powstało w okolicach Wehingen około 200 roku. W 451 osada została zniszczona przez wojska Hunów pod wodzą Attyla. Odbudowa nastąpiła dopiero w 500, kiedy obszar Saary zdobyli Frankowie.
Pierwsze wzmianki o miejscowości Wehingen pochodzą z 1030. Do 1 stycznia 1974 Wehingen było gminą, której 27 marca 1960 nadano herb.

## Zabytki i atrakcje
- kaplica z 1773, ołtarz z 1707
- pomnik wojenny

- Erdbeerfest w lipcu (pol. Święto Truskawek)

## Transport
Na południu dzielnicy, przy granicy z Merzig, przebiega autostrada A8 ze zjazdem 4 Merzig-Wellingen.

## Polityka
Rada dzielnicy składa się z dziewięciu członków, trzech należy do CDU, trzech do Partei für Arbeit, Umwelt und Familie i dwóch do FBM. Przewodniczącym rady jest Stefan Ollinger z CDU.